# Welt der Briefe
Die Briefmarkenserie Welt der Briefe ist eine Dauermarkenserie der Deutschen Post AG, die seit Dezember 2021 erscheint. Sie löste die Serie Blumen ab. Erstmals wird eine deutsche Dauermarkenserie mit Jahreszahlen herausgegeben.
Alle Marken enthalten einen individuellen DataMatrix-Code. Dies dient der Fälschungssicherheit und der Verhinderung betrügerischer Mehrfachverwendung.

## Ausgabeanlass
„Nach 16 Jahren war es an der Zeit, endlich wieder einmal eine neue Dauermarkenserie aufzulegen. Zum einen war eine Anpassung nötig, weil wir seit diesem Jahr damit begonnen haben, alle Briefmarken mit einem Matrixcode zu versehen. Zum anderen wollten wir die Gelegenheit nutzen und neue, frische Motive kreieren, die zum Sammeln einladen und die Lust am Schreiben zu neuem Leben erwecken.“

Die offizielle Herausgabe der gesamten Dauerserie mit aktuell gültigen Portowerten war ursprünglich ab 3. Januar 2022 geplant, daher tragen auch alle bereits bekanntgegebenen Postwertzeichen der Dauerserie die Jahreszahl 2022. Die komplette Umstellung aller Portowerte erfolgt bis 31. Dezember 2022. Damit insbesondere auf Grund der Portoänderung ein Vorratskauf von Frankierkunden ab 2. Dezember 2021 mit neuen Portowerten ermöglicht wird, hat sich die Deutsche Post entschieden, einzelne Werte als Zehnerbogen und Markenset bereits früher bereitzustellen, um den Kauf dieser Postwertzeichen zu entzerren. Um in jedem Fall eine Einheitlichkeit der Dauermarken-Serie (auch für künftige philatelistische Zwecke) herbeizuführen, wurde und wird die Herausgabe der Dauerserie der ersten Generation mit Matrixcode einheitlich auf 2022 lauten.

## Motiv
Die Briefmarkenmotive sollen auf kreative Weise mit dem Briefeschreiben in Verbindung stehen. Die Marken wurden von der Designerin Bettina Walter entworfen.

„Wir wollten bei den neuen Briefmarkenmotiven das Thema Schreiben und die Übermittlung von Nachrichten mit emotional positiv besetzten Bildwelten verknüpfen. Diese Verbindung wollte ich mithilfe eines fantasievollen und surrealen Stils schaffen.“

## Liste der Ausgaben
| Bild | Wert in Cent | Motiv                 | Ausgabedatum | Mi.-Nr. | Rollengröße nassklebende Ausgabe | selbstklebende Ausgabe Michel-Nr., Ausgabedatum, Herkunft                                                   | Verwendungsmöglichkeit bei Herausgabe                   |
| ---- | ------------ | --------------------- | ------------ | ------- | -------------------------------- | --- | ------------------------------------------------------- |
|      | 5            | Seebriefrose          | 2. Dez. 2021 | 3644    | 200                              | 3651, 2. Dezember 2021, Folienblatt mit 10 Marken                                                           |                                                         |
|      | 10           | Flaschenpost          | 2. Nov. 2022 | 3723    | 200                              | 3866, 2. November 2024, Folienblatt mit 10 Marken                                                           |                                                         |
|      | 15           | Briefpfau             | 1. Aug. 2024 | 3843    | 200                              | 3849, 1. August 2024, Folienblatt mit 10 Marken                                                             |                                                         |
|      | 20           | Zackenbarsch          | 2. Nov. 2024 | 3861    | 200                              | 3867, 2. November 2024, Folienblatt mit 10 Marken                                                           |                                                         |
|      | 30           | Briefbahn             | 5. Jan. 2023 | 3732    | –                                | 3740, 5. Januar 2023, Rolle mit 500 Marken                                                                  | Dialogpost Karte                                        |
|      | 32           | Briefperle            | 4. Aug. 2022 | 3702    | –                                | 3711, 4. August 2022, Rolle mit 5.000 Marken                                                                |                                                         |
|      | 33           | Briefberge            | 5. Jan. 2023 | 3733    | –                                | 3741, 5. Januar 2023, Rolle mit 5.000 Marken                                                                | Dialogpost Standard bis 20 g                            |
|      | 37           | Briefmühle            | 4. Aug. 2022 | 3703    | –                                | 3712, 4. August 2022, Rolle mit 5.000 Marken                                                                |                                                         |
|      | 38           | Flügelstifte          | 5. Jan. 2023 | 3734    | –                                | 3742, 5. Januar 2023, Rolle mit 5.000 Marken                                                                | Dialogpost Standard 21 bis 50 g                         |
|      | 45           | Briefbaum             | 4. Aug. 2022 | 3704    | –                                | 3713, 4. August 2022, Rolle mit 500 Marken                                                                  |                                                         |
|      | 48           | Regenbogenbrief       | 5. Jan. 2023 | 3735    | –                                | 3743, 5. Januar 2023, Rolle mit 500 Marken                                                                  | Dialogpost Groß bis 50 g                                |
|      | 50           | Schmetterlingsbrief   | 1. Sep. 2022 | 3714    | 200                              | – |                                                         |
|      | 61           | Briefmarkengleiter    | 5. Jan. 2023 | 3736    | –                                | 3744, 5. Januar 2023, Rolle mit 500 Marken                                                                  | Dialogpost Groß 51 bis 100 g                            |
|      | 70           | Brief auf Umlaufbahn  | 1. März 2022 | 3670    | 200                              | 3678, 1. März 2022, Folienblatt mit 10 Marken, Rolle mit 500 und 5.000 Marken                               |                                                         |
|      | 85           | Brieftaube            | 2. Dez. 2021 | 3645    | 100, 200                         | 3652, 2. Dezember 2021, Folienblatt mit 10 Marken, Markenbox mit 100 Marken, Rolle mit 500 und 5.000 Marken |                                                         |
|      | 95           | Ballonpost            | 4. Aug. 2022 | 3705    | 200                              | 3873, 5. Dezember 2024, Folienblatt mit 10 Marken, Markenbox mit 100 Marken, Rolle mit 500 und 5.000 Marken | Postkarte International (150–500 g/m²)                  |
|      | 95           | Blumenbrief           | 3. Apr. 2025 | 3898    | –                                | 3903, 3. April 2025, Folienblatt mit 10 Marken, Markenbox mit 100 Marken                                    |                                                         |
|      | 100          | Briefsegler           | 2. Dez. 2021 | 3646    | 200                              | 3653, 2. Dezember 2021, Folienblatt mit 10 Marken, Rolle mit 500 und 5.000 Marken                           |                                                         |
|      | 110          | Luftpost              | 1. März 2022 | 3671    | 200                              | 3883, 2. Januar 2025, Folienblatt mit 10 Marken                                                             |                                                         |
|      | 125          | Briefburg             | 2. Jan. 2025 | 3875    | –                                | 3896, 1. März 2025, Folienblatt mit 10 Marken                                                               | Postkarte international und Standardbrief international |
|      | 160          | Briefdrachen          | 2. Dez. 2021 | 3647    | 200                              | 3654, 2. Dezember 2021, Folienblatt mit 10 Marken, Rolle mit 500 und 5.000 Marken                           |                                                         |
|      | 170          | Brief im Abendlicht   | 7. Juli 2022 | 3695    | –                                | – | Kompaktbrief International bis 50 g                     |
|      | 180          | Raketenpost           | 5. Dez. 2024 | 3870    | –                                | 3874, 5. Dezember 2024, Folienblatt mit 10 Marken, Markenbox mit 100 Marken, Rolle mit 500 und 5.000 Marken |                                                         |
|      | 195          | Mond und Briefe       | 1. März 2022 | 3672    | –                                | – |                                                         |
|      | 225          | Briefsonde im Weltall | 1. März 2022 | 3673    | –                                | – |                                                         |
|      | 255          | Briefgalaxie          | 4. Jan. 2024 | 3806    | –                                | – | Bücher- und Warensendungen bis 1.000 g                  |
|      | 275          | Leuchtfederstift      | 3. Jan. 2022 | 3657    | 100                              | 3668, 3. Februar 2022, Folienblatt mit 10 Marken                                                            | Maxibrief bis 1.000 g                                   |
|      | 290          | Windsurfbrief         | 2. Jan. 2025 | 3876    | –                                | 3884, 2. Januar 2025, Folienblatt mit 10 Marken                                                             | Maxibrief bis 1.000 g                                   |
|      | 330          | Briefzelt             | 1. März 2025 | 3892    | –                                | – |                                                         |
|      | 345          | Briefbeet             | 3. Aug. 2023 | 3776    | –                                | – |                                                         |
|      | 370          | Leuchtmarke           | 1. Sep. 2022 | 3715    | 100                              | – | Großbrief International bis 500 g                       |

Zu allen Ausgaben gibt es einen nassklebenden Zehnerbogen.

## Besonderheiten

### Puzzle
Die Marken der Dauerbriefmarkenserie lassen sich, wie ein Puzzle, zu einem großen Bild zusammenlegen.
Eine mögliche Puzzleanordnung der Briefmarken ist nach derzeitigem Ausgabestand nachstehend abgebildet (Darstellung der Wertstufen):
| 48 | 38  | 370 | 70  | 225 | 195 | 255 |
| 61 | 50  | 95  | 85  | 160 | 110 | 180 |
| 33 | 30  | 45  | 275 | 100 | 170 | 290 |
| 15 | 95  | 37  | 32  | 10  | 5   | 125 |
|    | 345 | 330 |     |     | 20  |     |

### 010-Cent-Wert
Im Januar 2024 tauchte eine Variante des 10-Cent-Wertes mit der Angabe „010“ und einem verkleinerten EAN-Code auf den Markenrollen im Handel auf. Es blieb unklar, ob es sich hierbei um einen Fehldruck, eine Abart oder eine gewollte Neuausgabe handelt.

### Recyclingpapier
Die am 3. April 2025 herausgegebene nassklebende Variante mit dem Motiv „Blumenbrief“ zu 95 Eurocent ist zu 100 Prozent aus Recyclingpapier hergestellt worden, insgesamt wurden dafür 12,8 Tonnen Recyclingpapier verwendet. Entwickelt wurde das Papier vom britischen Papierhersteller Tullis Russell.